# Ulysses (Nebraska)
Ulysses è un comune degli Stati Uniti d'America, situato nello Stato del Nebraska, nella contea di Butler.